# Amygdalops trivittatus
Amygdalops trivittatus är en tvåvingeart som beskrevs av Frey 1958. Amygdalops trivittatus ingår i släktet Amygdalops och familjen sumpflugor. Inga underarter finns listade i Catalogue of Life.